# Nora (nombre)
Nora es un nombre propio femenino de origen árabe. Es una forma alternativa de transcripción del nombre Nura, el cual es la forma femenina del nombre Nur, que en la tradición islámica es uno de los 99 nombres de Dios —An Nur (النور)—, que se traduce como la luz. En árabe también significa niña.
En Europa es un popular hipocorístico de los nombres femeninos terminados en -nora o en -nor, como Honora/Honoria, Eleonora/Eleonor o Leonora/Leonor. Otro origen señalado es el nombre griego Helena, con significado de brillante o deslumbrante. Otras fuentes lo señalan como un derivado del Norah, cuyo significado en griego es noble.

## Variantes
- Masculino: Nur, Noor.
- Diminutivo: Carece
- Relacionados: Noora, Norah, Nour, Noura, Nura, Honoria, Elena, Leonor.

### Variantes en otros idiomas
| Español | Nora |
| Turco   | Nur  |
| Suajili | Nuru |